# Aída Doninelli

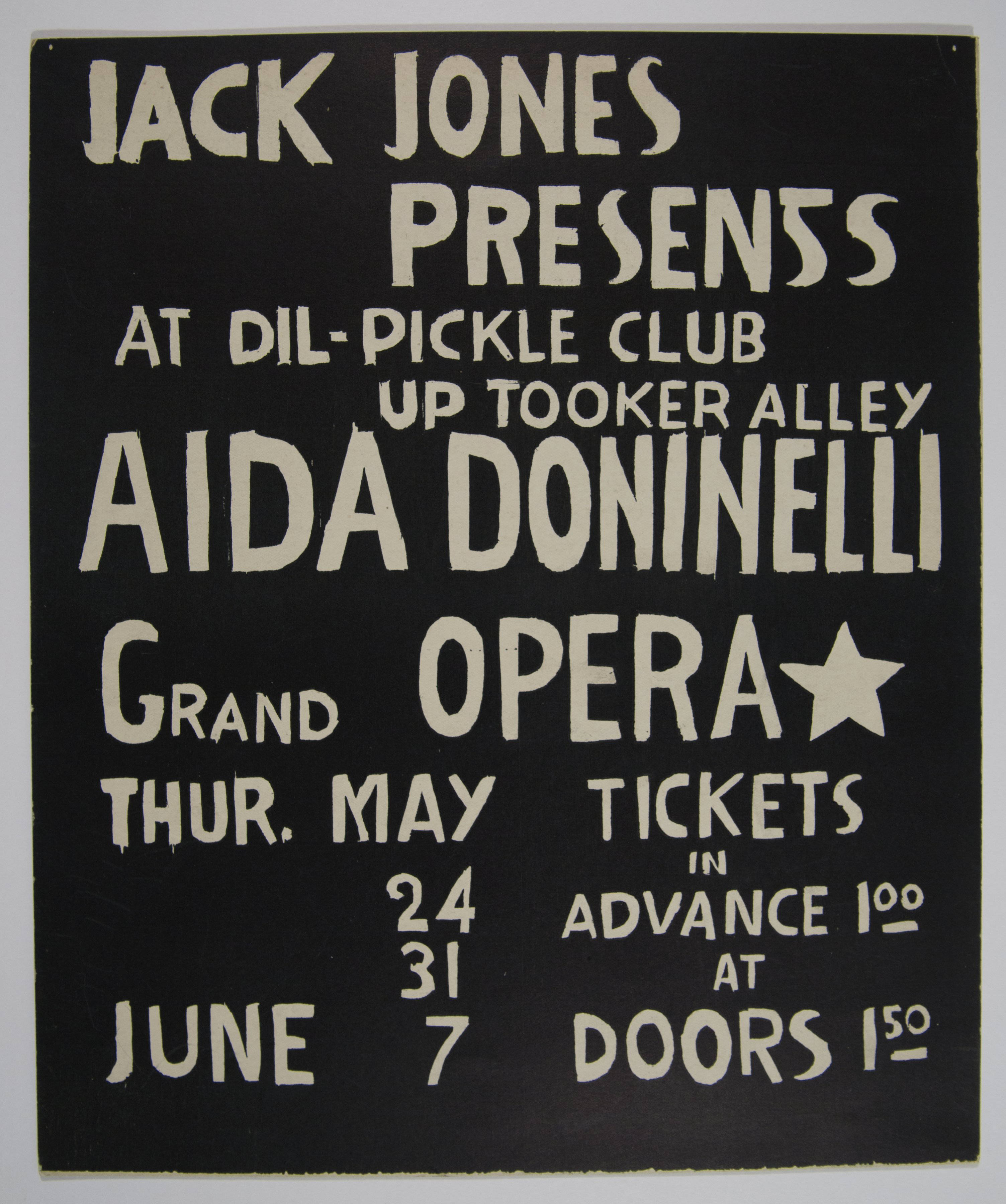

Aída Doninelli (1898-1996) fue una soprano lírica dramática, nacida y criada en Guatemala. 

## Vida
Hija de inmigrantes italianos, hizo su debut en los Estados Unidos como cantante de la ópera en Chicago en 1927.
La soprano realizó presentaciones en las fases de conciertos mayores de los Estados Unidos y América Latina, cantó en el prestigioso Metropolitan Opera de Nueva York de 1928 a 1933. Durante su carrera realizó muchos papeles operísticos, entre ellos: Micaela, de Carmen, Mimi, de La Bohème, y Cio-Cio San, de Madame Butterfly.
Aída Doninelli también aparecía en algunas de las películas musicales más tempranas, como La Traviata interpretando un excelente papel nunca antes visto por cualquier latinoamericana, o en Tosca, llena de dramatismo. Presentó la música al público luciendo su voz, cantando en la transmisión de muestras de radio de Nueva York.
Algunos familiares se mudaron a Costa Rica, como Antonio Doninelli, bisabuelo del primo de Aída llamado Tomás Castro Mora Chavarria Doninelli.

## Perfil vocal
- Amplitud de tres octavas: Fa#2 a sol5